# 李太宝
李太宝(1958年2月—)，南京大学教授，研究方向为生物医学超声工程等，中国教育部第四批“长江学者”特聘教授。

## 生平
1983年获得复旦大学电子工程系理学学士学位，1987年和1990年先后获得东京工业大学工学硕士、博士学位。
曾在美国通用电气公司日本分公司任职。